# Tunnel Billwerder-Moorfleet
Der Tunnel Billwerder-Moorfleet ist ein Straßentunnel im Verlauf der Bundesautobahn 1 unter der Bahnstrecke Berlin–Hamburg und dem Umschlagbahnhof Hamburg-Billwerder.

## Geschichte
Beim Bau der Südostverbindung Hamburg zwischen den Abschnitten Hamburg–Lübeck und Hamburg–Hannover/Bremen, die von 1960 bis 1963 entstand, musste die Bahnstrecke zwischen Hamburg und Bergedorf gequert werden. Der aufgrund der deutschen Teilung geringe Verkehr auf der Eisenbahnstrecke erleichterte dabei die Arbeiten. Dabei wurde zuerst eine Hälfte der damals 32 Gleise entfernt, um eine Überführung zu bauen, anschließend die andere Hälfte.

## Bauwerk
Der Tunnel besteht aus zwei unabhängig hergestellten Bauwerken. Das obere Bauwerk ist die Überführung der Eisenbahn in Form einer Balkenbrücke. Sie besteht aus einer Stahlbetonplatte mit zwei Feldern auf den seitlichen Widerlagern und einer Mittelstütze. Darunter liegen die beiden Tröge für die Autobahn mit einer lichten Weite von jeweils 15,5 Metern. Die Tröge haben keine direkte Verbindung zum Tragwerk der Eisenbahnüberführung, sodass die Tröge mit Sandballast gegen Auftrieb gesichert werden mussten, da sie rund sieben Meter tief im Grundwasser liegen.
Der Tunnel hat eine Länge von 243 Metern, dazu kommen Vorarbeiten für eine mögliche Vergrößerung des Umschlagbahnhofs und damit eine Verlängerung des Tunnels auf der Südseite um 98 Meter. Mitsamt Zufahrtsrampen ist die Tunnelanlage 735 Meter lang. Die Autobahn verläuft mit je drei Fahrbahnen durch die beiden Tunnelröhren.